# Schweizerisches Ostinstitut
Das Schweizerische Ostinstitut (SOI) war ein von 1959 bis 1994 bestehendes Dokumentations- und Fachinformationszentrum in der Schweiz über die kommunistischen Länder, insbesondere über die Ostblockstaaten.

## Vorgeschichte
Peter Sager  wurde nach eigener Aussage durch zwei Ereignisse politisch mobilisiert: zum einen durch die kommunistische Machtergreifung in der Tschechoslowakei 1948, zum anderen durch die Niederschlagung des Ungarn-Aufstands 1956. Als Reaktion auf die Ereignisse in der Tschechoslowakei organisierte er als Student eine Protestaktion, begann mit dem Aufbau einer Literaturdokumentation über den Kommunismus und publizierte unter anderem den «Freien Korrespondenz-Dienst», um über die Ereignisse im kommunistisch beherrschten Teil Europas zu informieren. Die Niederschlagung des Ungarn-Aufstands und der sogenannte Sputnikschock 1957 verliehen Sager Rückenwind für die Gründung des Schweizerischen Ost-Instituts (SOI), Anfang August 1959 juristisch getrennt von der im gleichen Jahr institutionalisierten Schweizerischen Osteuropa-Bibliothek. Ihr Domizil hatten Institut und Bibliothek an der Jubiläumsstrasse 43 im Berner Botschaftsviertel Kirchenfeld.

## Ziele und Tätigkeit
Das SOI setzte sich zum Ziel, «als private Organisation die wirtschaftliche und politische Entwicklung im Ostblock zu beobachten und die Untersuchungsergebnisse einem Kreis von Interessierten zugänglich zu machen. Dies hat auf wissenschaftliche Art und Weise zu erfolgen. Aber jede sachliche Arbeit im Zusammenhang mit dem Kommunismus ist notwendigerweise eine Aufklärung über das Wesen dieser Bewegung und weist deshalb politischen Charakter auf.»
Der Schwerpunkt der Tätigkeit des SOI lag bei der Aufarbeitung, Auswertung und Zusammenstellung von Informationen über die Vorgänge im kommunistisch beherrschten Teil der Welt. Sager selbst bezeichnete das SOI als ein «Mittelding» zwischen popularisierender und wissenschaftlicher Aufklärung.
Um die Aufklärungsarbeit einem breiten Publikum zugänglich zu machen, war das SOI publizistisch tätig und gab neben einer Schriftenreihe verschiedene Zeitschriften heraus, wobei die erfolgreichste und für die Finanzierung des SOI wichtigste Publikation die Zeitschrift Der Klare Blick: Kampfblatt für Freiheit, Gerechtigkeit und ein starkes Europa war. Der Klare Blick wurde 1969 in Zeitbild umbenannt. Zweck der Wochenzeitung war die «spezialisierte Aufklärung der öffentlichen Meinung in der Schweiz». Dank den Einnahmen aus dem Klaren Blick, welcher in seinen erfolgreichsten Zeiten über 10‘000 Abonnentinnen und Abonnenten zählte, durch private Spenden und finanziellen Beiträgen aus der öffentlichen Hand konnte das SOI die anfänglichen finanziellen Schwierigkeiten überstehen. Zu den Unterstützern und Förderern des SOI gehörten neben Parlamentariern, führenden Vertretern aus Wirtschaft, Wissenschaft und Kultur auch insgesamt sieben zeitweilige Mitglieder des Bundesrats.
Neben den publizistischen Tätigkeiten hatten die bis zu 30 Mitarbeiterinnen und Mitarbeiter des SOI, darunter Peter Dolder und László Révész, zahlreiche weitere Aufgaben. Dazu gehörte beispielsweise das Halten von Referaten u. a. vor Vertretern des Nachrichtendienstes des Eidgenössischen Militärdepartements in Bern.

## Kritik
Genoss das SOI anfänglich noch einen breiten gesellschaftlichen Rückhalt – im beratenden Ausschuss waren anfänglich Vertreter aller wichtigen politischen Parteien vertreten – geriet das Institut immer mehr in Kritik. Insbesondere das Aufbegehren der Nachkriegsgeneration und die Identitätskrise der Schweizer Gesellschaft 1968 sowie die weltpolitische Entspannung in den 1970er-Jahren bedeuteten dabei Wendepunkte. In der öffentlichen Wahrnehmung nahm die Bedrohung durch die Sowjetunion ab, und auch das SOI zielte immer mehr auf die Gefährdung «von innen». In Gruppierungen der Neuen Linken, die von Moskau und Peking gesteuert seien, sah das SOI eine Gefahr für die offene Gesellschaft. Gefahr drohte laut dem SOI insbesondere durch die Friedensbewegung, die Antikernkraft-Bewegung und die angeblich sowjetkommunistisch unterwanderten Medien, welche zu den «neuen sowjetischen Angriffslinien» zählten. Sager selbst war ein vehementer Befürworter von Kernkraftwerken, was ihn in den 1980er-Jahren weiterer Kritik aussetzte. Das SOI wurde zu einer immer umstritteneren Einrichtung und verlor zunehmend an gesellschaftlichem Rückhalt. 1975 trat das letzte sozialdemokratische Mitglied aus dem beratenden Ausschuss des SOI aus.  Kritiker stellten Sager immer wieder als Marionette Washingtons dar. Tatsächlich sollte das SOI nach Plänen des Direktors des niederländischen Geheimdienstes Louis Einthoven zu einem zentralen Baustein des antikommunistischen Interdoc-Netzwerkes werden und dazu auch Gelder von der CIA erhalten, was Sager aber abgelehnt habe, da er die Kontrolle über das Institut nicht habe verlieren wollen.
In den 1980er-Jahren fiel das SOI vor allem dadurch auf, dass Peter Sager und seine Mitstreiter mit Medienanalysen die angebliche kommunistische Unterwanderung des schweizerischen Mediensystems zu beweisen versuchten.  Insbesondere die Schweizerische Radio- und Fernsehgesellschaft (SRG) geriet dabei in die Schusslinie des SOI.

## Auflösung und Nachfolgeorganisationen
Während den Reformbewegungen Michail Gorbatschows und dem Zusammenbruch des sowjetischen Staatssystems ging die Zahl der Zeitbild-Abonnenten zurück, und auch die Mitgliederzahlen im Förderverein schwanden. Peter Sager überlegte sich nach eigenen Aussagen bereits 1989, das SOI zu schliessen. Gemeinsam mit dem Verwaltungsrat entschied er sich dann aber zunächst, sich den neuen Aufgaben zuzuwenden, die durch die veränderte Situation in Ost und West entstand.  1991 wurde das Aktienkapital des SOI in die neugegründete Stiftung für Demokratie (SFD) eingebracht. Aus den Aktivitäten der Stiftung im Bereich der Organisation eines West-Ost-Wissensaustausches entwickelte sich der bis heute existierende Verein Forum Ost-West (FOW) heraus.  Die zeitgleich mit dem SOI von Sager gegründete Schweizerische Osteuropabibliothek wurde 1997 als Filiale der Stadt- und Universitätsbibliothek Bern angeschlossen und ist heute Teil der Universitätsbibliothek Bern.

## Publikationen (Auswahl) des SOI
- Freie Korrespondenz-Dienst, erschienen von 1948 bis 1950 und von 1958 bis 1978.
- Wirtschaftsdienst, erschienen 1959–1976.
- Informationsdienst, erschien für verschiedene Länder zwischen 1958 und 1983.
- Swiss Press Review and News Report: erschien von 1959 bis 1994, die französische Ausgabe Revue de la presse suisse von 1962 bis 1991 und die spanische Revista de la prensa suiza mit Unterbrechungen von 1962 bis 1991.